# Kaspars Dubra
Kaspars Dubra (* 20. Dezember 1990 in Riga) ist ein lettischer Fußballspieler. Der Verteidiger steht beim FK Panevėžys unter Vertrag und ist aktueller A-Nationalspieler seines Landes.

## Verein
Kaspars Dubra begann seine Karriere in seiner Heimatstadt Riga in der Jugendabteilung von Skonto Riga, dem JFC Skonto, der ab dem Jahr 2005 den Namen Olimps Riga übernahm. Bei Olimps spielte der Verteidiger in der Spielzeit 2008 im Alter von 17 Jahren seine erste Profisaison in der Virslīga. Bei Skonto Riga steht der großgewachsene Abwehrmann wieder seit 2009 auf dem Platz, wo er in der Saison 2010 vom lettischen Fußballverband mit dem Titel Spieler des Monats Juli ausgezeichnet wurde. Mit dem lettischen Rekordmeister konnte er sich außerdem den Titel sichern. Nach drei Spielzeiten bei Skonto wechselte Dubra im Januar 2012 nach Polen zu Polonia Bytom. Beim Verein aus der Ekstraklasa unterschrieb er einen Vertrag bis Saisonende. Nach nur vier Ligaspielen bis zum Ende der Spielzeit, wechselte Dubra zurück nach Lettland zum FK Ventspils. Dort gewann er drei weitere nationale Titel und wechselte dann 2015 zu BATE Baryssau nach Belarus. Auch hier konnte er die Meisterschaft, Pokalsieg sowie den Superpokal gewinnen. FK Rīgas Futbola skola, Irtysch Pawlodar und FK Oleksandrija waren seine weiteren Stationen. Seit Anfang März 2022 steht Dubra erneut beim FK Rīgas Futbola skola unter Vertrag.

## Nationalmannschaft
Für die A-Nationalmannschaft gab Dubra sein Debüt am 17. November 2010 bei der 0:1-Testspielniederlage in China. In den Jahren 2014 und 2018 gewann er mit der Auswahl den Baltic Cup. Insgesamt absolvierte der Innenverteidiger bisher 50 Partien und konnte dabei drei Tore erzielen.

## Erfolge
- Lettischer Meister: 2010, 2013, 2014
- Baltic League-Sieger: 2011
- Lettischer Pokalsieger: 2013
- Baltic-Cup-Sieger: 2014, 2018
- Belarussischer Meister: 2015, 2016
- Belarussischer Pokalsieger: 2015
- Belarussischer Superpokalsieger: 2016